# Nicodemo Jadanza
Nicodemo Jadanza (Campolattaro, 14 ottobre 1847 – Torino, 22 febbraio 1920) è stato un geodeta e cartografo italiano.

## Biografia
Allievo di Achille Sannia e Enrico D'Ovidio, compì gli studi secondari a Benevento e si laureò in Matematica nel 1869 presso l'Università di Napoli.
Dal 1876 al 1881 svolse l'incarico di aiutante ingegnere geografo dell'Istituto Geografico Militare, prima in Toscana e successivamente in Piemonte. Nel 1881 fu nominato professore straordinario di Geodesia teoretica presso l'Università di Torino. Nel 1886 vinse una cattedra di professore ordinario presso l'Università di Messina, ma la rifiutò, in attesa di divenire, nel 1890, ordinario a Torino.
Le sue ricerche riguardarono principalmente l'ideazione e perfezionamento di strumenti diottrici con applicazioni in geodesia e topografia. Tra questi si ricordano il cannocchiale ridotto, il cannocchiale terrestre accorciato e il plesiotelescopio.
Jadanza fu membro della Regia Commissione Geodetica Italiana. Fu inoltre esponente di varie accademie, fra cui l'Accademia delle Scienze di Torino, l'Accademia Pontaniana e il Circolo Matematico di Palermo.

## Opere
- Guida al calcolo delle coordinate geodetiche, 1882.
- Per la storia del cannocchiale. Contributo alla storia del metodo sperimentale in Italia, 1896.
- Teleobbiettivo e la sua storia, 1899.
- Trattato di Geometria pratica, 1909.